# Let It Roll: Songs by George Harrison
Let It Roll: Songs by George Harrison  ist das dritte Kompilationsalbum von George Harrison nach der Trennung der Beatles und es ist das zweite postum erschienene Album nach Harrisons Tod im Jahr 2001. Gleichzeitig ist es einschließlich der beiden Instrumentalalben aus den 1960er Jahren, der Studioalben, der Kompilationsalben und der Livealben das insgesamt 17. Album George Harrisons. Es wurde am 12. Juni 2009 in Großbritannien und am 16. Juni 2009 in den USA veröffentlicht.

## Entstehungsgeschichte
Seit den letzten beiden Kompilationsalben The Best of George Harrison und Best of Dark Horse 1976–1989 waren bis zum Zeitpunkt der Veröffentlichung von Let It Roll: Songs by George Harrison 33 beziehungsweise 20 Jahre vergangen. Im Gegensatz zu den ersten beiden Kompilationsalben umfasste Let It Roll: Songs by George Harrison die gesamte Solokarriere von George Harrison. Die Lieder wurden unter der Leitung von Giles Martin mit Paul Hicks in den Abbey Road Studios remastert und die Zusammenstellung der Titel erfolgte von Olivia Harrison mit der Unterstützung von Freunden.
Das Kompilationsalbum enthält drei Beatles-Lieder, die vom Livealbum The Concert for Bangla Desh stammen: While My Guitar Gently Weeps, Something und Here Comes the Sun. Nicht enthalten sind Lieder, die George Harrison mit den Traveling Wilburys aufgenommen hatte. Bei der Zusammenstellung der Titel wurde auf folgende Top-20-Hit Singleveröffentlichungen aus Großbritannien und den USA verzichtet: Bangla Desh, Dark Horse, You und Crackerbox Palace. Stattdessen wurden Albentitel oder weniger erfolgreiche Singletitel ausgewählt. Der Titel I Don’t Want to Do It war zuvor nur auf dem Soundtrackalbum Porky’s Revenge und in den USA auch als 7″-Vinylsingle (erschienen am 22. April 1985) erhältlich.

## Covergestaltung
Das Design des Covers stammt von Olivia Harrison und Drew Lorimer, das Foto von Apple Corps. Die CD befindet sich in einem Digipak, dem ein 28-seitiges bebildertes Begleitheft beiliegt, das Informationen von Warren Zanes zur Karriere von George Harrison enthält.

## Titelliste
Alle Titel wurden von George Harrison geschrieben, soweit nicht anders vermerkt.
1. Got My Mind Set on You (Rudy Clark) – 3:52
2. Give Me Love (Give Me Peace on Earth) – 3:35
3. The Ballad of Sir Frankie Crisp (Let It Roll) – 3:48
4. My Sweet Lord – 4:40
5. While My Guitar Gently Weeps – 4:46
6. All Things Must Pass – 3:46
7. Any Road – 3:52
8. This Is Love – 3:47
9. All Those Years Ago – 3:46
10. Marwa Blues – 3:41
11. What Is Life – 4:25
12. Rising Sun – 5:27
13. When We Was Fab (George Harrison/Jeff Lynne) – 3:51
14. Something – 3:10
15. Blow Away – 3:59
16. Cheer Down (George Harrison/Tom Petty) – 4:06
17. Here Comes the Sun – 2:54
18. I Don’t Want to Do It (Bob Dylan) – 2:54
19. Isn’t It a Pity – 7:07

- iTunes Bonustitel (2009)

Isn’t It a Pity (Demo Version) – 2:59

## Wiederveröffentlichungen
- Die CD-Veröffentlichung aus dem Jahr 2009 wurde bisher nicht neu remastert.
- Eine Veröffentlichung im LP-Format erfolgte 2009 nicht. Erst am 11. Juli 2025 erschien auf dem Label Dark Horse Records/BMG eine Doppel-Vinyl-Langspielplatte.[2]

## Singleauskopplungen
Aus dem Album wurden keine Singleauskopplungen vorgenommen.

## Kommerzieller Erfolg

### Chartplatzierungen
| ChartsChartplatzierungen       | Höchstplatzierung | Wochen |
| ------------------------------ | ----------------- | ------ |
| Deutschland (GfK)              | 91 (1 Wo.)        | 1      |
| Schweiz (IFPI)                 | 98 (1 Wo.)        | 1      |
| Vereinigte Staaten (Billboard) | 24 (14 Wo.)       | 14     |
| Vereinigtes Königreich (OCC)   | 4 (8 Wo.)         | 8      |

### Auszeichnungen für Musikverkäufe
| Land/Region                  | Auszeichnungen für Musikverkäufe (Land/Region, Auszeichnung, Verkäufe) | Verkäufe |
| ---------------------------- | ---------------------------------------------------------------------- | -------- |
| Vereinigtes Königreich (BPI) | Gold                                                                   | 100.000  |
| Insgesamt                    | 1× Gold ·                                                              | 100.000  |

## Sonstiges
Die Downloadversion des Albums bei iTunes enthält noch den exklusiven Titel Isn’t It a Pity (Demo Version).